# Dyrtidsportion
En dyrtidsportion er et løntillæg der udløses i løbet af en overenskomstperiode hvis stigningerne i forbrugerpriserne når over en vis størrelse (som regel 3 procentpoint).
I højrenteperioden mellem ca. 1960 og 1986 indgik dyrtidsportioner i flere overenskomster og indgik i reguleringerne af flere overførslesindkomster (især pensioner).
I 1986 blev dyrtidsportionerne fjernet gennem et lovindgreb.
Der blev i årene 1977 til 1979 indført en tvungen opsparing hvor de udløste dyrtidspensioner blev indefrosset i LD (Lønmodtagernes Dyrtidsfond) hvorfra midlerne kan hæves ved pensionering.
I perioden hvor dyrtidspensioner indgik i overenskomsterne var det en væsentlig faktor ved overenskomstforhandlingerne at fastsætte hvilket år der skulle være grundlag for beregningerne – alt andet lige ville der udløses flere dyrtidsreguleringer hvis et tidligt år blev anvendt end hvis det var et nyere basisår der blev anvendt.
| Regnskab | Spire Denne regnskabsartikel er en spire som bør udbygges. Du er velkommen til at hjælpe Wikipedia ved at udvide den. |